# Kudugas
Das Kudugasfeld ist ein 1974 von Chevron entdecktes Erdgasfeld vor der südlichen Küste Namibias im Südostatlantik etwa 170 Kilometer westlich von Oranjemund. Es soll über 1,3 TCF = 1,3 Billionen (10¹²) Kubikfuß (36,8 Milliarden Kubikmeter) Erdgas verfügen.

## Feld
Das Erdgasfeld wurde ab 1974 entdeckt und erforscht. Hierfür hielten zahlreiche Unternehmen, unter anderem Royal Dutch Shell, Chevron Texaco und Energy Africa, die Lizenz. 2004 übernahm Tullow Oil „Energy Africa“ und erwarb somit die Lizenz für das Kudugasfeld. 2009 wurde die Abbau- und Nutzungslizenz einem Konsortium aus der namibische Petroleumgesellschaft NAMCOR und Gazprom (54 %), dem japanischen Konzern Itochu (15 %) und Tullow Oil (31 %) zugeteilt. Gazprom hat Anfang Juni 2011 seine Anteile an den ebenfalls russischen Konzern GPB Neftegaz Services verkauft. Tullow übernahm wenig später die Anteile von Itochu.
Tullow Oil zog sich im Oktober 2014 aufgrund interner Probleme zurück. Der bis dahin gehaltene Anteil von 46 Prozent soll an Unternehmen aus der Volksrepublik China übergehen.

## Kraftwerk
Der Bau einer bis zu 170 Kilometer langen Pipeline (Upstream) wurde am 2. April 2013 von NamPower angekündigt. Zudem sollte bis Ende 2013 die Vergabe des Baus eines 800 MW Kraftwerkes 25 Kilometer nördlich von Oranjemund abgeschlossen werden. Der Bau sollte 2017/18 fertiggestellt werden, hat aber (Stand Dezember 2018) noch nicht begonnen.
Im September 2015 wurden weitere Planungen aufgrund von Kostenexplosion eingestellt. Es wurde mit Kosten von bis zu 42 Milliarden Namibia-Dollar gerechnet. Die Planungen wurden im Oktober 2016, nachdem der norwegische Mehrheitseigner BW Offshore unter dem Namen BW Kudu eine Kostenübernahme abgegeben hat, wieder aufgenommen. Die namibische Regierung habe vorerst 150 Millionen, der nun auf 16,3 Milliarden Namibia-Dollar geschätzten Gesamtkosten, zugesagt. 56 Prozent der Anteile wurden im Oktober 2016 an BW Offshore abgegeben.
Die Erschließung des Gasfeldes und der Bau des Kraftwerkes wurden im November 2019 auf Eis gelegt.